# 陶陶伊·蒂博尔
陶陶伊·蒂博尔（匈牙利語：Tatai Tibor，1944年8月4日—），匈牙利男子皮划艇运动员。他曾代表匈牙利参加1968年夏季奥林匹克运动会皮划艇比赛，获得男子单人划艇1000米金牌。